# Sisyracera subulalis
Sisyracera subulalis is een vlinder uit de familie van de grasmotten (Crambidae), uit de onderfamilie van de Spilomelinae. De wetenschappelijke naam van deze soort is voor het eerst voorgesteld als Endotricha subulalis door Achille Guenée in een publicatie uit 1854.
De soort komt voor in de Verenigde Staten, Cuba, Jamaica, Puerto Rico, Honduras, Nicaragua, Costa Rica, Brazilië en Suriname.